# مسلمو مال
مسلمو مال هم مجتمع مسلم يوجد في شمال شرق الهند وبنغلاديش. هم مسلمون متحولون من طائفة مال الهندوسية. يُعرف المجتمع أيضًا باسم بيساتي مال أو شوريوالا. أُدرج مجتمع مسلموا مال ضمن الفئات المُتخلفة الأخرى (مصطلح تصنيفي لطبقات المحرومة من الناحية التعليمية أو الاجتماعية) من قبل حكومة الهند وحكومة ولاية البنغال الغربية.